# ガブリエル・タマシュ
ガブリエル・セバスティアン・タマシュ（Gabriel Sebastian Tamaș, 1983年11月9日 - ）は、ルーマニア・ブラショヴ出身の元サッカー選手。現役時代のポジションはDF。

## 経歴

### クラブ
故郷のFCブラショヴにてキャリアをスタート。2002年夏にFCディナモ・ブカレストへ移籍し、ガラタサライSKへのレンタルを経て、2004年1月にFCスパルタク・モスクワへ移籍した。思うような活躍は出来ず、2004年夏にはディナモ・ブカレストへ、2006年夏にはセルタ・デ・ビーゴへレンタルされた。
2007年夏にフランスのAJオセールへ移籍。1年間AJオセールでプレーした後、2008-09シーズンはディナモ・ブカレストにレンタルされた。2009年2月14日、トレーニング中にアルコールを摂取した事件に巻き込まれてリザーブチームに降格させられた。7月12日、ディナモ・ブカレストとのレンタル契約を1年間延長し、チームメイトによってキャプテンに選ばれた。2010年1月1日、半年間の契約でイングランド・チャンピオンシップ（2部）のウェスト・ブロムウィッチ・アルビオンFCにレンタル移籍した。1月8日のノッティンガム・フォレストFC戦でデビューし、3月27日のレディングFC戦で初ゴールを決めた。デビュー戦から最終節までの23試合すべてにフル出場し、2位でのプレミアリーグ昇格に貢献した。5月19日、WBAに完全移籍した。移籍金は明らかにされていない。2015年8月26日、トライアルを経てチャンピオンシップのカーディフ・シティFCに1年契約で加入したが、翌年2月にFCステアウア・ブカレストへ復帰し2年半の契約を結んだ。

### 代表
2003年3月、スロバキア戦でルーマニア代表デビューした。2006年に行われたUEFA U-21欧州選手権予選ではキャプテンを務め、グループを3位で終えた。ルーマニア代表では守備陣の中心として活躍し、EURO2008ではフランス、イタリアを相手に秀逸なパフォーマンスを見せた。2011年8月11日、代表合宿中に飲酒して宿舎に戻ったことが発覚し、アドリアン・ムトゥとともに代表から永久追放された。その後謝罪したことにより、2試合の出場停止を経て、ムトゥとともにEURO2012予選のベラルーシ、アルバニアとの2連戦で復帰を果たしている。

## 個人成績
代表での得点
| # | 日時           | 場所       | 対戦相手   | スコア | 最終結果 | 大会               |
| - | -------------- | ---------- | ---------- | ------ | -------- | ------------------ |
| 1 | 2007年6月2日   | ツェリェ   | スロベニア | 2–1    | 勝利     | UEFA EURO 2008予選 |
| 2 | 2007年11月21日 | ブカレスト | アルバニア | 6–1    | 勝利     | UEFA EURO 2008予選 |
| 3 | 2010年5月29日  | リヴィウ   | ウクライナ | 2–3    | 敗北     | 親善試合           |